# Brooks Peninsula Park
Brooks Peninsula Park är en park i Kanada.   Den ligger i provinsen British Columbia, i den sydvästra delen av landet, 3 800 km väster om huvudstaden Ottawa. Brooks Peninsula Park ligger 561 meter över havet.
Terrängen runt Brooks Peninsula Park är kuperad. Trakten är glest befolkad. Det finns inga samhällen i närheten. 